# 해밀턴 원더러스 AFC
해밀턴 원더러스 AFC(Hamilton Wanderers Association Football Club)는 현재 노던 리그에 참가하는 경쟁하는 뉴질랜드 해밀턴의 세미프로 축구단이다.

## 선수 명단

### 현역
참고: FIFA 자격 규정에 따라 소속된 국가대표팀 국기를 표시합니다. 선수는 복수의 FIFA 비회원국 국적을 가지고 있을 수 있습니다.
| 번호 | 포지션 | 국적 | 이름 |
| ---- | ------ | ---- | ---- |

| 번호 | 포지션 | 국적 | 이름 |
| ---- | ------ | ---- | ---- |

## 역대 감독
| 감독        | 임기        |
| ----------- | ----------- |
| 리키 허버트 | 2017 ~ 2019 |